# Philoponella hilaris
Espèce
Synonymes
- Uloborus hilaris Simon, 1906

Philoponella hilaris est une espèce d'araignées aranéomorphes de la famille des Uloboridae.

## Distribution
Cette espèce est endémique d'Inde.

## Description
La femelle holotype mesure 4 mm.

## Publication originale
- Simon, 1906 : Étude sur les araignées de la section des cribellates. Annales de la Société entomologique de Belgique, vol. 50, p. 284-308 (texte intégral).